# Radio Condell AM
Radio Condell AM  es una radioemisora chilena de amplitud modulada ubicada en la ciudad de Curicó en la Región del Maule, Chile, que inició sus transmisiones el 15 de julio de 1933.
Es una de las más antiguas de Chile y de la Región del Maule, e inició sus transmisiones bajo el mando de Alberto Guerra Cruzat, originalmente a través del 960 kHz Onda Media y, desde 1962, en el actual 1260 kHz Onda Media.

## Historia
La emisora inicia sus transmisiones en la década de 1930, cuando la ciudad de Curicó comienza su crecimiento en un periodo histórico muy complicado (entre las 2 grandes guerras mundiales del Siglo Veinte). En 1933, lanza sus primeras voces gestionadas por Alberto Guerra Cruzat, quien en aquella época tuvo que realizar funciones de director, locutor y productor. 

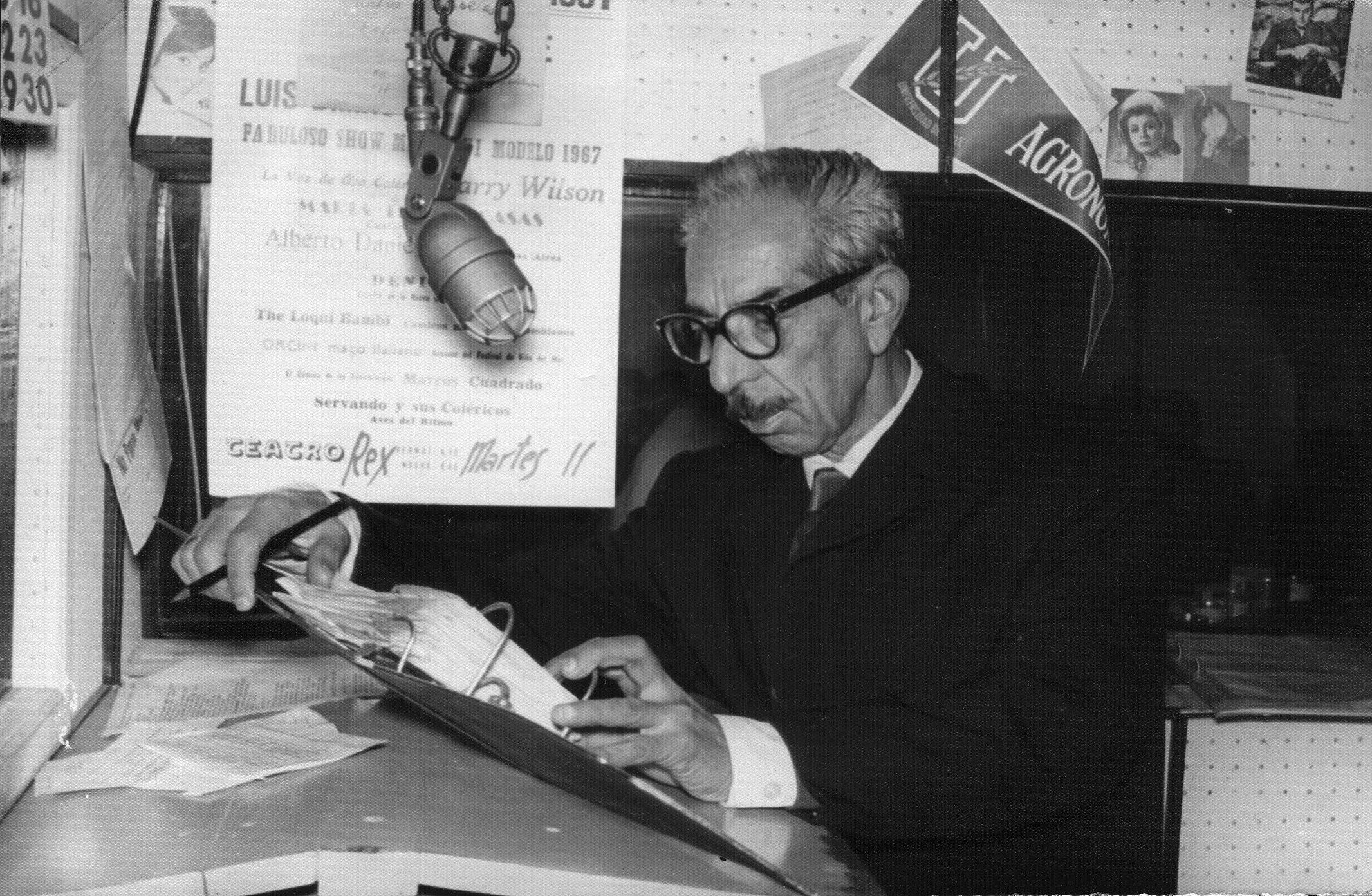
Alberto Guerra Cruzat al micrófono (15 de julio de 1967)

Estuvo ubicada en calle Yungay, frente al teatro Victoria. Luego, en calle Merced 11 y más tarde en calle Prat 55. Durante un tiempo prolongado, estuvo en calle Yungay 10, cerca del actual sector Santa Inés de Curicó. También utilizó el salón auditorio que poseía el Diario La Prensa de Curicó, desde donde realizaba varios de sus programas. En la década de 1960, los estudios centrales fueron trasladados a calle Arturo Prat 320, donde estuvo hasta el año 2000.

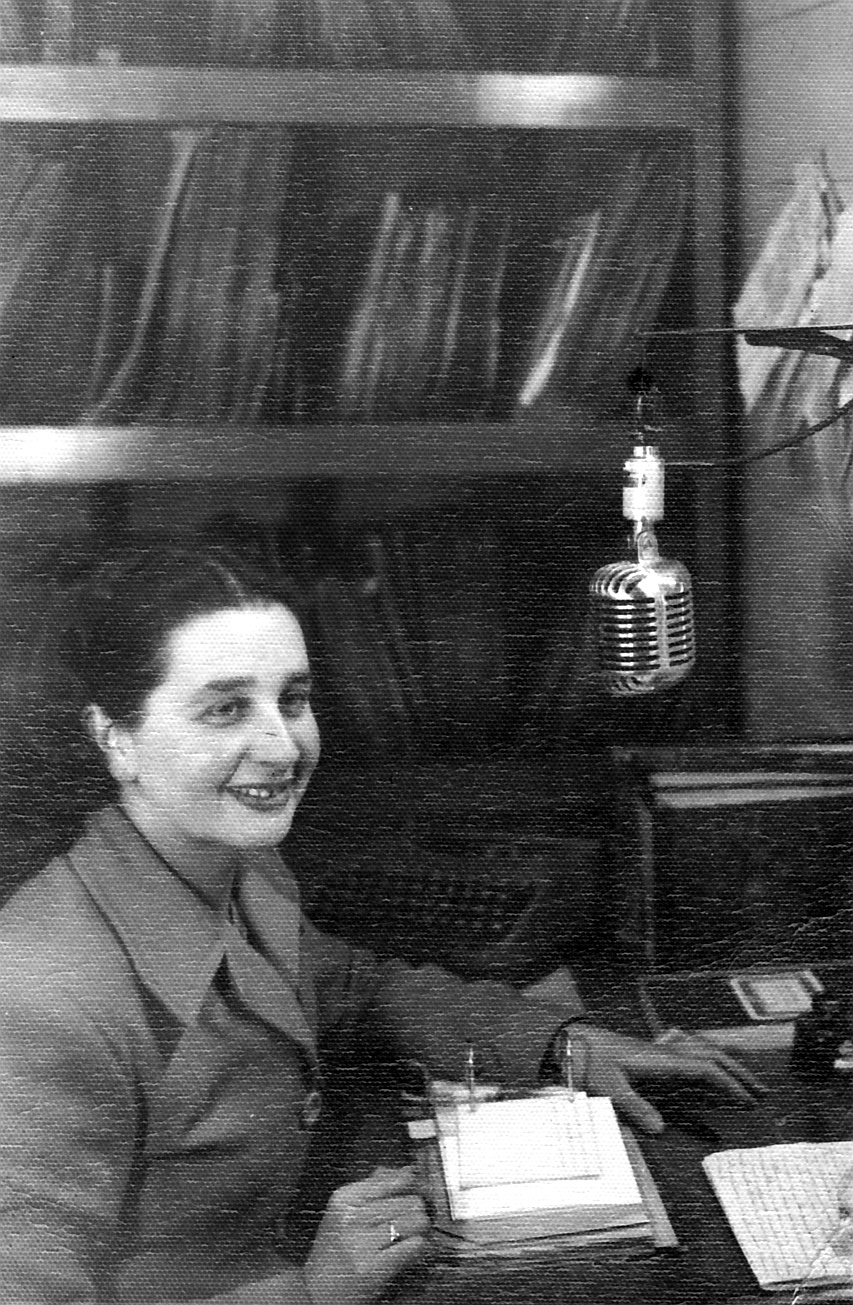
Alicia Cervera Torres en el locutorio de Yungay 10 (década de 1950)

Alberto Guerra Cruzat siempre trabajó con sus cuñadas Alicia y Juana Cervera Torres. A la primera de ellas le correspondió compartir la parte gerencial, mientras que la segunda se dedicó a la locución, teniendo que transmitir y leer noticias de todo tipo (incluyendo la Segunda Guerra Mundial y la llegada del hombre a la luna).

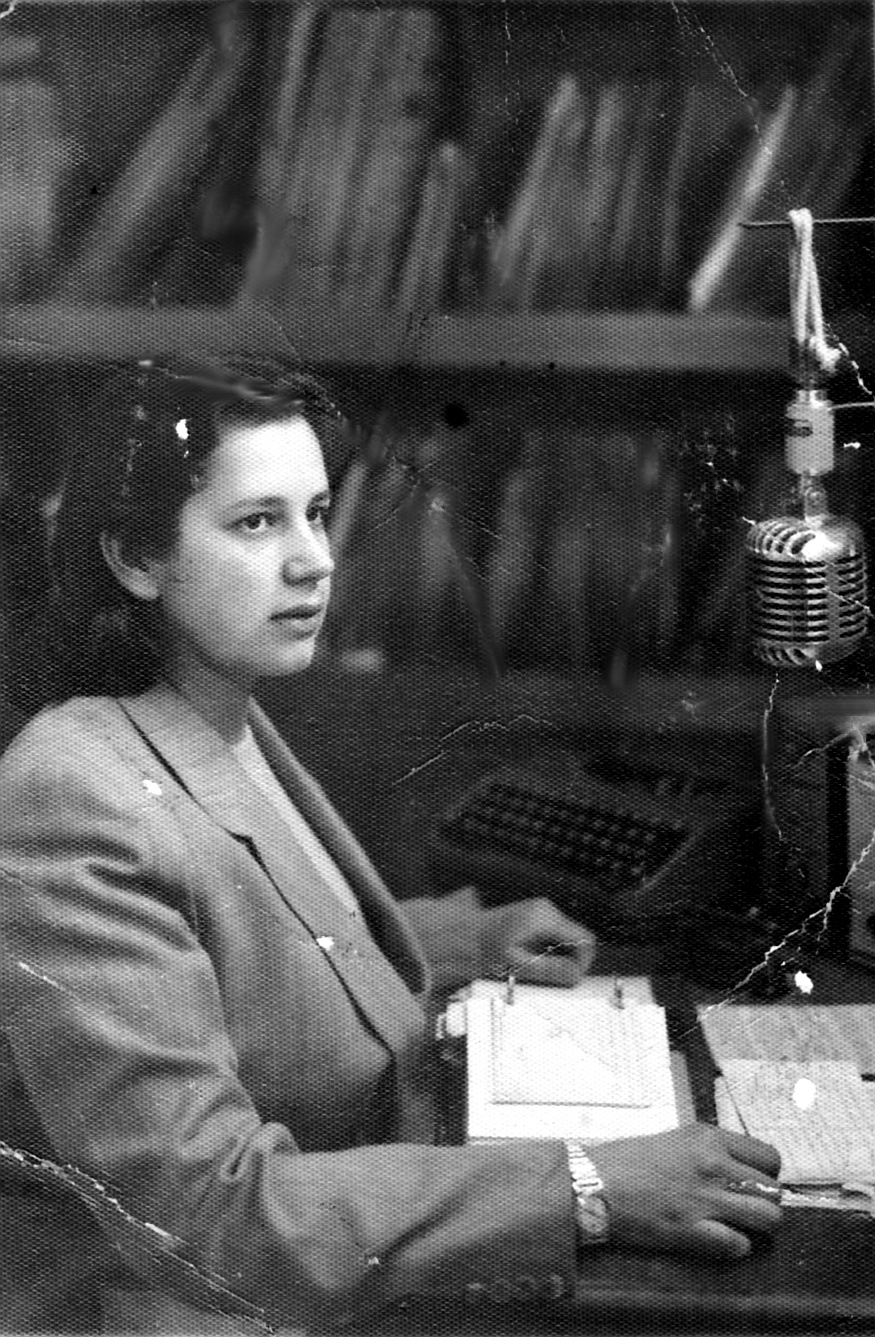
Juana Cervera Torres en el locutorio de Yungay 10 (década de 1950)

Hoy, aparte de la señal "al aire" (AM), Radio Condell ofrece su señal en línea a Chile. 